# Batistas no Brasil
Batistas no Brasil representam uma significativa denominação cristã protestante com raízes históricas profundas e uma presença consolidada ao longo dos anos. Originados do movimento batista na Inglaterra do século XVII, os batistas chegaram ao Brasil no final do século XIX, trazendo consigo princípios fundamentais como o batismo de crentes por imersão e a autonomia das igrejas locais.
Desde a sua chegada, a denominação tem desempenhado um papel crucial na disseminação do Evangelho, na educação religiosa e na promoção de ações sociais. A primeira igreja batista foi fundada em Santa Bárbara d'Oeste, São Paulo, por imigrantes norte-americanos, em 1882. Desde então, a presença batista cresceu significativamente, resultando na formação de diversas convenções, uniões e associações regionais que coordenam e apoiam as atividades das igrejas batistas em todo o território nacional.
O impacto dos batistas no Brasil vai além do âmbito religioso, abrangendo contribuições importantes na educação, com a criação de escolas e universidades, na saúde, com a fundação de hospitais, e na esfera social, através de programas e projetos comunitários voltados para o auxílio dos mais necessitados. Essa influência multifacetada faz dos batistas uma denominação de grande relevância no cenário religioso e social brasileiro.

## História
Os missionários batistas figuram entre os primeiros grupos de missionários protestantes no país, tendo sido precedidos por alguns missionários de outras associações, especialmente congregacionais e presbiterianos, sendo também contemporâneos dos primeiros missionários metodistas no Brasil.
Os primórdios da história dos batistas no Brasil remontam à segunda metade do século XIX, quando missionários estrangeiros, na maioria estadunidenses, aportaram no país para dar início aos trabalhos de evangelização protestante, em uma nação que até então era oficialmente e socialmente católica. Os missionários difundiram a leitura bíblica entre a população, divulgaram os ensinamentos protestantes e fundaram as primeiras igrejas com brasileiros que haviam aderido à doutrina.
As missões evangelísticas foram auxiliadas pela atuação de colportores, ou seja, vendedores ambulantes de exemplares da Bíblia Sagrada, vários dos quais também eram de origem estrangeira; os colportores tiveram papel fundamental na disponibilização das Escrituras para a população da época, cujo acesso aos textos sagrados era precário.
Além disso, os trabalhos evangelísticos já iniciados por presbiterianos e congregacionais, em especial do casal missionário Robert e Sarah Kelley, contribuíram para a divulgação do cristianismo protestante entre a população, antes e durante a atuação dos missionários batistas. Vale notar que o casal Kalley, do qual é herdeiro o movimento protestante brasileiro como um todo, aderiu à doutrina segundo a qual o batismo deveria ser preferencialmente voluntário, de acordo com o ensinamento neotestamentário, embora tenham preferido não aderir a nenhum grupo protestante em específico, a despeito de suas origens presbiterianas/congregacionais.
Acredita-se que o primeiro missionário batista no Brasil tenha sido o estadunidense Thomas Jefferson Bowen. Anteriormente ele fora missionário estadunidense na Nigéria, tendo trabalhado entre os nativos da tribo iorubá. Depois de algum tempo na África, retornou aos Estados Unidos, e foi enviado, em 1860, para o Brasil, pois havia no país muitos escravos que falavam o dialeto iorubá, por ser língua corrente entre os negros traficados, e que portanto podiam compreender a mensagem evangelística em seu próprio idioma, com o auxílio de Bowen. Oito meses depois, ele precisou retornar ao seu país, desta vez em definitivo, em decorrência de problemas de saúde e também porque autoridades regionais brasileiras o impediram de pregar o evangelho, visto que sua mensagem contrariava alguns ensinos do catolicismo, religião oficial do país até então.
Posteriormente, por força da devastação causada pela Guerra Civil Americana (1861-1865), milhares de fazendeiros e lavradores do sul dos Estados Unidos emigraram para lugares onde houvesse terras de potencial agrícola, inclusive para o Brasil. Logo, em 1867, mais de cinquenta mil estadunidenses desembarcaram nos portos brasileiros em busca de refúgio e terras para cultivo. Avançando para o continente, escolheram a cidade de Santa Bárbara d'Oeste para adquirirem terras e fixarem residência. Entre os emigrados, a maioria professava o protestantismo, e muitos eram batistas. Já em 1870, fizeram publicar um "Manifesto para Evangelização do Brasil". Tal manifesto, assim que publicado, contou com assinaturas de presbiterianos, metodistas, congregacionais e de um batista, o jovem pastor Richard Ratcliff, um dos emigrados, cuja família havia convertido através de Thomas Jefferson Bowen nos Estados Unidos. Em 1871, Batistas emigrados dos Estados Unidos organizam a "Primeira Igreja Batista no Brasil para Estrangeiros" em Santa Bárbara d'Oeste. Anos mais tarde, em 1879, outro grupo de emigrados faz surgir a segunda Igreja Batista em solo brasileiro, também em Santa Bárbara d'Oeste, no bairro da Estação, atualmente pertencente à cidade de Americana.

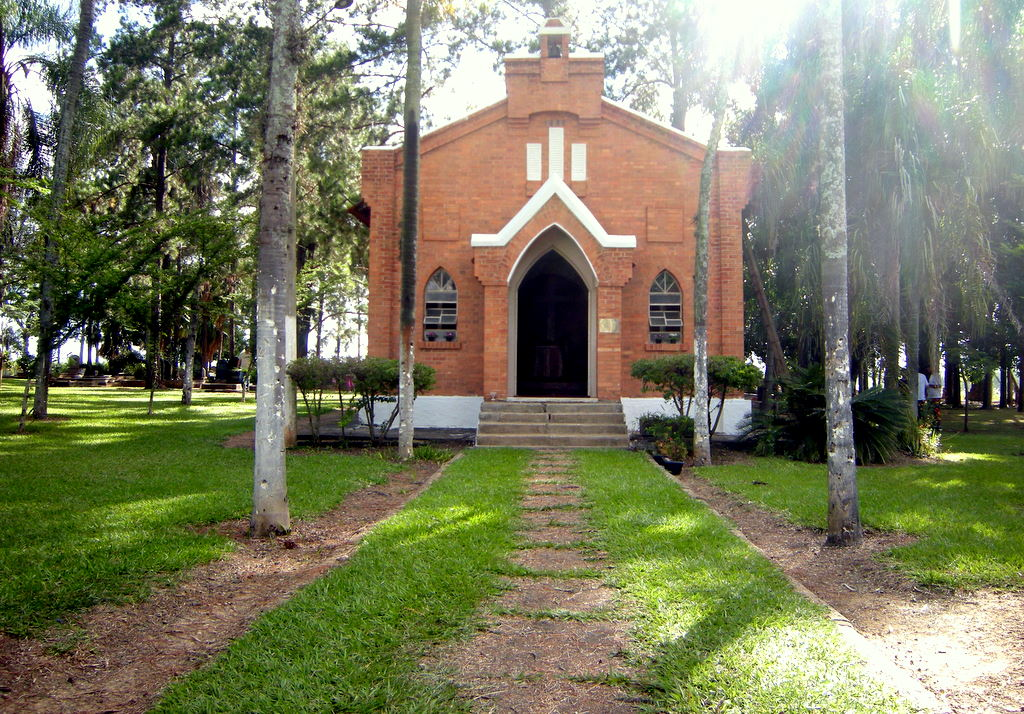
Capela do Campo, em Santa Bárbara d'Oeste, cidade em que a primeira igreja batista do Brasil foi fundada em 1871 por imigrantes americanos, no interior do estado de São Paulo.

Os batistas de então, em Santa Bárbara d'Oeste, se uniram para solicitar à Junta de Richmond, dos Estados Unidos, o envio de missionários ao Brasil. No ano de 1881, chegaram os primeiros missionários: o casal William Buck Bagby e Anne Luther Bagby e o casal Zachary Clay Taylor e Katharine Steves Crawford Taylor. Os primeiros missionários, tão logo foram recebidos em Santa Bárbara d'Oeste, filiaram-se à igreja batista existente e começaram a estudar a língua portuguesa, tendo como professor Antônio Teixeira de Albuquerque, que anteriormente fora ordenado padre católico no Seminário de Olinda, porém havia deixado o catolicismo e se tornado protestante, aderindo posteriormente à doutrina batista e sendo ordenado pastor pelo presbitério da igreja batista de Santa Bárbara.
Pouco tardou para que os dois casais de missionários, unindo-se a Antônio Teixeira de Albuquerque, rumassem para o Estado da Bahia, onde, em 15 de outubro de 1882, organizaram na capital do estado a primeira congregação batista formada por brasileiros, tendo-a denominado de "Primeira Igreja Batista do Brasil para Brasileiros", a qual seria oficialmente a primeira igreja batista do Brasil, embora já houvesse duas outras igrejas batistas organizadas por imigrantes norte-americanos, residentes na região de Santa Bárbara do d'Oeste e Americana, em São Paulo. Em um ano, aquela igreja já contava setenta membros.
De Salvador, os missionários seguiram para outras capitais, plantando igrejas. De volta ao estado de São Paulo, com outros missionários recém-chegados, os Bagby e os Taylor foram organizando outras novas igrejas a partir de 1899 em São Paulo, Jundiaí, Santos, Jacareí, Campinas, São José dos Campos, entre outras cidades. Já em 1904, eram sete as igrejas batistas no estado de São Paulo. Essas, reunindo-se em Jundiaí, organizaram, em 1904, a Convenção Batista do Estado de São Paulo, então chamada de União Baptista Paulistana. Entretanto, vale destacar que o missionário Salomão Luiz Ginsburg havia sido o primeiro a sugerir, ainda em 1894, a organização de uma convenção de âmbito nacional dos batistas brasileiros, ideal este que viria a se concretizar em 1907.
Antes da Proclamação da República em 1889, a religião oficial do Brasil era a Católica Romana, conforme estabelecido na Constituição Imperial de 1824, e havia limitações à liberdade de culto, embora o culto em si e a divulgação (pregação) fossem permitidos. Cumpre destacar, nesse contexto, que o imperador D. Pedro II tinha o casal missionário Kalley em alta estima, e nunca se opôs ao surgimento do protestantismo no país; muito pelo contrário, era um leitor ávido da Bíblia Sagrada, e até mesmo ouvia os missionários pessoalmente, tendo-se encantado pelas Sagradas Escrituras. Há registros, inclusive, de que quando um colportor (vendedor de Bíblias) protestante foi preso, em razão da atividade que exercia, por um delegado no Sergipe, o imperador prontamente mandou soltá-lo, apontando que não havia justificativa nenhuma para a prisão, visto que as leis do Império não proibiam aquela atividade.
Não obstante, havia entre a população forte intolerância contra os protestantes; o missionário batista Salomão Luiz Ginsburg, por exemplo, chegou a correr perigo de morte, por causa de uma multidão que veio com enxadas e paus na direção dele, acreditando que ele era um dos anticristos dos últimos dias, conforme o padre local havia dito. Todavia, em 1891 a liberdade religiosa estaria consagrada na nova Constituição, porém ainda passariam muitas décadas até que os batistas e outros grupos evangélicos fossem mais bem aceitos pela sociedade.
Nos primeiros vinte e cinco anos de trabalho (desde 1882), Bagby e Taylor, auxiliados por outros missionários, e por um número crescente de brasileiros, evangelistas e pastores, já tinham organizado 83 Igrejas, com aproximadamente 4200 membros. Zacarias Taylor, A. B. Deter e Salomão Ginsburg, então, concordaram em dar prosseguimento ao plano de criar uma convenção de âmbito nacional. Em seguida, eles conseguiram a adesão de outros missionários e de líderes brasileiros, inclusive Francisco Fulgêncio Soren.  Assim, no ano de 1907, em Salvador, com a presença e apoio de quarenta e três representantes, delegados e mensageiros, enviados por trinta e nove igrejas e congregações, foi realizada, em sessão solene, a primeira assembleia da Convenção Batista Brasileira.
A motivação básica da criação da Convenção foram missões, e falava-se então na evangelização de Portugal, Chile e África. Foram criadas duas Juntas Missionárias: a de Missões Nacionais e a de Missões Estrangeiras (hoje Missões Mundiais). Além dessas, foram criadas várias outras Juntas; ao todo, sete. As áreas de Missões, Educação Religiosa e Publicações, Educação Teológica e Educação (em geral), foram as que receberam maior atenção dos convencionais.
Com o passar das décadas, as igrejas batistas cresceram e se multiplicaram, sendo que o evangelismo era realizado ativamente pelos membros das igrejas, assim como pelos pastores e missionários, tanto brasileiros quanto estrangeiros. Centenas de missionários foram enviados por igrejas e juntas norte-americanas até as regiões mais remotas do Brasil, e posteriormente viriam professores e educadores para aprofundar e consolidar o ensino teológico nos seminários, muitos dos quais foram construídos graças à contribuição e financiamento dos batistas americanos.
Na década de 1950, surgiu no Brasil os primeiros batistas que confessavam a observância e repouso do sétimo dia da semana (o sábado). Após a rejeição das profecias da Ellen G. White de alguns membros da Igreja Adventista do Sétimo Dia no Paraná, fundaram uma igreja com o nome "Evangélicos Adventistas do Sétimo Dia" em 1913. Por alinharem-se às doutrinas batistas, adotaram em 1950 o nome de Igreja Batista do Sétimo Dia no Brasil. Em 1965, as igrejas batistas do sétimo dia associaram-se à Federação Mundial Batista do Sétimo Dia. Atualmente a Igreja Batista do Sétimo Dia organiza-se em torno da Conferência Batista do Sétimo Dia Brasileira.

## Educação
A educação pode ser considerada uma marca visível do povo batista. Sua paixão pelo estudo da Bíblia desenvolveu o interesse pela educação religiosa, cultivada nas Igrejas através das organizações de treinamento e da Escola Bíblica Dominical. Em razão disso, os templos batistas foram se tornando verdadeiros complexos educacionais, contando inclusive com o estabelecimento de bibliotecas, fundado em 1907-1908, com sede no Rio de Janeiro; permanece até a atualidade como um dos principais centros de ensino teológico batista no país. Junto com a Educação Religiosa veio a Educação Teológica. Inicialmente através de aulas dadas pelos missionários em suas casas, depois surgiram os Seminários: Seminário Teológico Batista do Norte do Brasil, organizado em Recife, PE por Salomão Ginsburg em 1º de abril de 1902 e o Seminário Teológico Batista do Sul, fundado pelo missionário John Watson Shepard, na cidade do Rio de Janeiro em 1908. A estes dois seminários, foram agregados dezenas de outros espalhados por todo o país, com milhares de discentes.

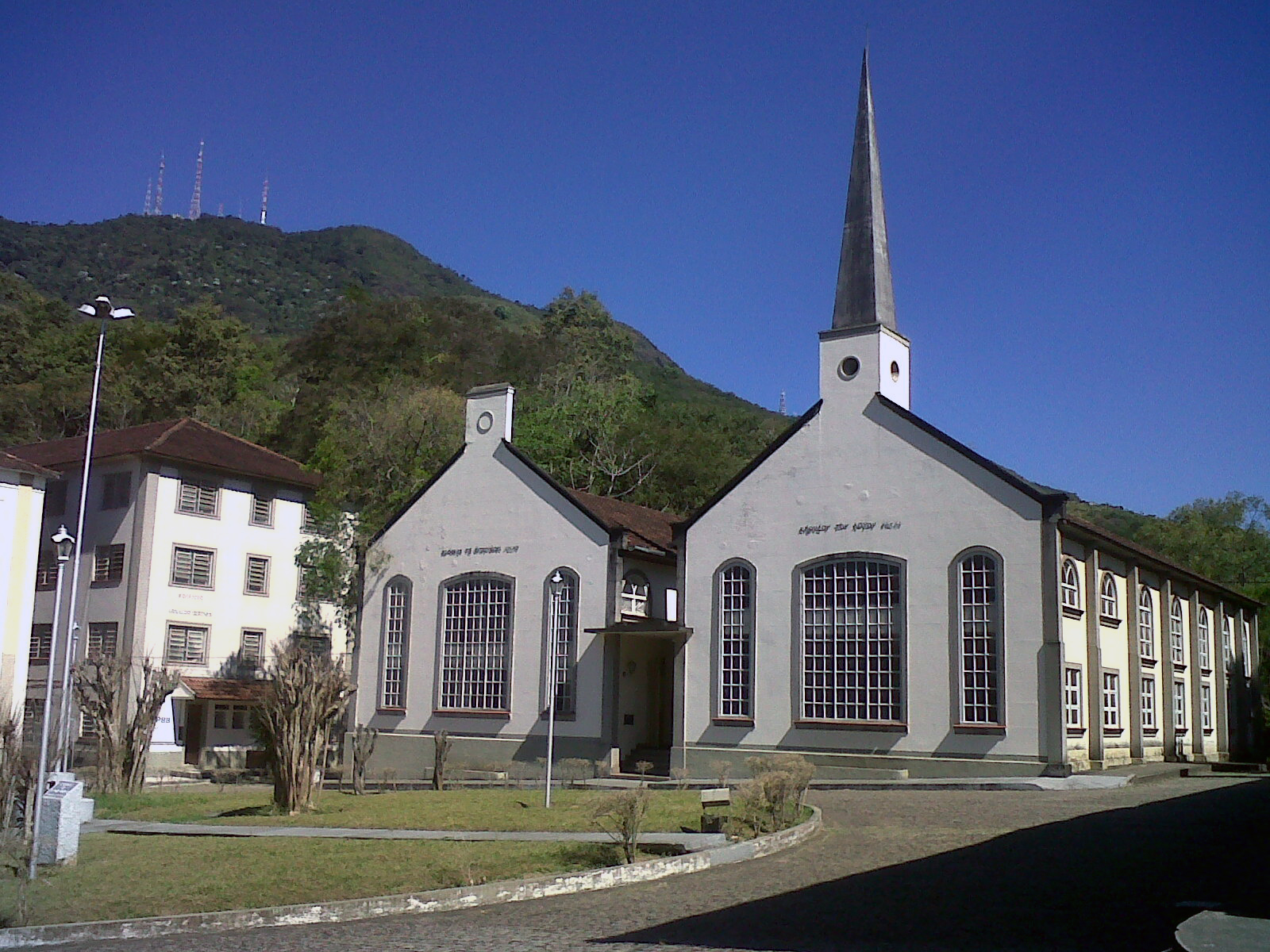
Seminário Teológico Batista do Sul do Brasil.

A Educação chamada de Geral ou Secular teve a mesma origem: o desejo de abrir oportunidades para o estudo da juventude e de criar escolas com capacidade para exercer influência sobre a sociedade brasileira. O Colégio Taylor Egídio, fundado em Salvador pela senhora Laura Taylor e pelo Capitão Egídio Pereira de Almeida, foi o primeiro a vingar. Em 1922 ele foi transferido para a cidade de Jaguaquara, onde existe até hoje. Após ele, vieram o Colégio Batista Brasileiro de São Paulo; Colégio Americano Batista do Recife; Instituto Batista Industrial em Corrente (PI); Colégio Americano, em Vitória; Colégio Batista Shepard no Rio de Janeiro; Colégio Batista Alagoano em Alagoas; Colégio Batista Fluminense em Campos dos Goytacazes; Colégio Batista Mineiro, em Belo Horizonte. Além destes colégios, dezenas de outros foram organizados com a ajuda dos missionários ou por iniciativa de igrejas e convenções estaduais. A contribuição dos batistas na área educacional é realmente notável, considerando tanto a qualidade quanto a quantidade. Atualmente, cerca de dois milhões de brasileiros já passaram pelas escolas batistas.